# Eucereon exprata
Eucereon exprata är en fjärilsart som beskrevs av Paul Dognin 1920. Eucereon exprata ingår i släktet Eucereon och familjen björnspinnare. Inga underarter finns listade i Catalogue of Life.